# NGC 4984
NGC 4984 is een balkspiraalstelsel in het sterrenbeeld Maagd. Het hemelobject ligt 55 miljoen lichtjaar van de Aarde verwijderd en werd op 8 februari 1785 ontdekt door de Duits-Britse astronoom William Herschel.

## Synoniemen
- MCG -2-34-4
- 2SZ 6
- IRAS 13062-1514
- PGC 45585